# Населення Філіппін
Населення Філіппін. Чисельність населення країни 2015 року становила 100,998 млн осіб (13-те місце у світі). Чисельність філіппінців стабільно збільшується, народжуваність 2015 року становила 24,27 ‰ (59-те місце у світі), смертність — 6,11 ‰ (160-те місце у світі), природний приріст — 1,61 % (74-те місце у світі) . 

## Природний рух

### Відтворення
Народжуваність на Філіппінах, станом на 2015 рік, дорівнює 24,27 ‰ (59-те місце у світі). Коефіцієнт потенційної народжуваності 2015 року становив 3,09 дитини на одну жінку (53-тє місце у світі). Рівень застосування контрацепції 48,9 % (станом на 2011 рік). Середній вік матері при народженні першої дитини становив 23 року, медіанний вік для жінок — 25—29 років (оцінка на 2013 рік).
Смертність на Філіппінах 2015 року становила 6,11 ‰ (160-те місце у світі).
Природний приріст населення в країні 2015 року становив 1,61 % (74-те місце у світі).

### Вікова структура

Віково-статева піраміда населення Філіппін, 2015 рік

Середній вік населення Філіппін становить 23,4 року (166-те місце у світі): для чоловіків — 22,9, для жінок — 23,8 року. Очікувана середня тривалість життя 2015 року становила 68,96 року (160-те місце у світі), для чоловіків — 65,47 року, для жінок — 72,62 року.
Вікова структура населення Філіппін, станом на 2015 рік, мала такий вигляд:
- діти віком до 14 років — 34,02 % (17 531 370 чоловіків, 16 828 067 жінок);
- молодь віком 15—24 роки — 19,18 % (9 891 032 чоловіки, 9 484 089 жінок);
- дорослі віком 25—54 роки — 36,72 % (18 810 887 чоловіків, 18 273 641 жінка);
- особи передпохилого віку (55—64 роки) — 5,8 % (2 673 756 чоловіків, 3 183 809 жінок);
- особи похилого віку (65 років і старіші) — 4,28 % (1 802 632 чоловіки, 2 519 093 жінки)[1].

### Шлюбність— розлучуваність
Середній вік, коли чоловіки беруть перший шлюб, дорівнює 28 років, жінки — 25,3 року, загалом — 26,7 року (дані за 2011 рік).

## Розселення

Густота населення Філіппін

Густота населення країни 2015 року становила 337,7 особи/км² (38-ме місце у світі).

### Урбанізація
Філіппіни середньоурбанізована країна. Рівень урбанізованості становить 44,4 % населення країни (станом на 2015 рік), темпи зростання частки міського населення — 1,32 % (оцінка тренду за 2010—2015 роки).
Головні міста держави: Маніла (столиця) — 12,946 млн осіб, Давао — 1,63 млн осіб, Себу — 951,0 тис. осіб, Замбоанга — 936,0 тис. осіб (дані за 2015 рік).

### Міграції
Річний рівень еміграції 2015 року становив 2,09 ‰ (169-те місце у світі). Цей показник не враховує різниці між законними і незаконними мігрантами, між біженцями, трудовими мігрантами та іншими.

#### Біженці й вимушені переселенці
Станом на 2015 рік, у країні налічується 63,2 тис. внутрішньо переміщених осіб через терор угруповань Ісламського фронту визволення моро, Абу Сайяф, Нової Народної армії, міжетнічних зіткнень, стихійні лиха, тайфуни Бофа, Хайян (листопад 2013 року) і Хагупіт (грудень 2014 року), бохольський землетрус жовтня 2013 року.
У країні мешкає 7,17 тис. осіб без громадянства, переважно нелегальні мігранти з Індонезії.
Філіппіни є членом Міжнародної організації з міграції (IOM).

## Расово-етнічний склад
| Етнічний склад (2000 рік) | Етнічний склад (2000 рік) | Етнічний склад (2000 рік) | Етнічний склад (2000 рік) | Етнічний склад (2000 рік) |
| ------------------------- | ------------------------- | ------------------------- | ------------------------- | ------------------------- |
| Етнос:                    |                           |                           | Відсоток:                 |                           |
| тагалогці                 | тагалогці                 |                           | 28.1%                     | 28.1%                     |
| себуанці                  | себуанці                  |                           | 13.1%                     | 13.1%                     |
| ілоканці                  | ілоканці                  |                           | 9%                        | 9%                        |
| бісая                     | бісая                     |                           | 7.6%                      | 7.6%                      |
| хілігайнон                | хілігайнон                |                           | 7.5%                      | 7.5%                      |
| бікольці                  | бікольці                  |                           | 6%                        | 6%                        |
| варайці                   | варайці                   |                           | 3.4%                      | 3.4%                      |
| інші                      | інші                      |                           | 25.3%                     | 25.3%                     |

 Філіппіни
Головні етноси країни: тагалогці — 28,1 %, себуанці — 13,1 %, ілоканці — 9 %, бісая — 7,6 %, хілігайнон — 7,5 %, бікольці — 6 %, варайці — 3,4 %, інші — 25,3 % населення (дані перепису 2000 року).

## Мови
| Мови Філіппін (2015 рік) | Мови Філіппін (2015 рік) | Мови Філіппін (2015 рік) | Мови Філіппін (2015 рік) | Мови Філіппін (2015 рік) |
| ------------------------ | ------------------------ | ------------------------ | ------------------------ | ------------------------ |
| Мова:                    |                          |                          | Відсоток:                |                          |
| філіппінська             | філіппінська             |                          | %                        | %                        |
| англійська               | англійська               |                          | %                        | %                        |

Офіційні мови: філіппінська (філіпіно) (на основі діалекту тагалог), англійська. Загалом філіппінська мова налічує 8 великих діалектів: тагалог, себуано, ілокано, хілігайон, бікол, варай, пампанго, пангасінан.

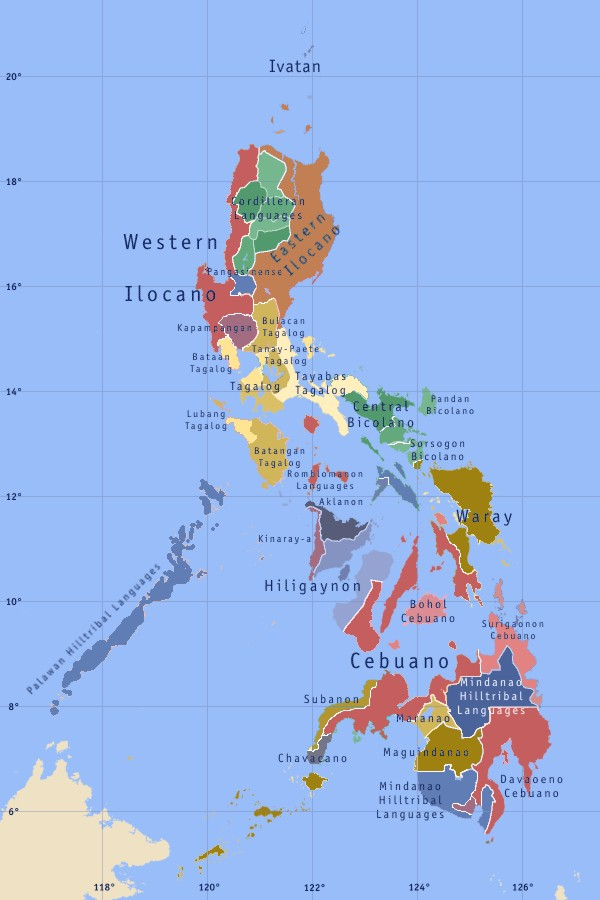
Етнолінгвістична мапа Філіппінського архіпелагу (англ.)

## Релігії
| Релігії на Філіппінах (2003 рік) | Релігії на Філіппінах (2003 рік) | Релігії на Філіппінах (2003 рік) | Релігії на Філіппінах (2003 рік) | Релігії на Філіппінах (2003 рік) |
| -------------------------------- | -------------------------------- | -------------------------------- | -------------------------------- | -------------------------------- |
| Віросповідання:                  |                                  |                                  | Відсоток:                        |                                  |
| католики                         | католики                         |                                  | 82.9%                            | 82.9%                            |
| мусульмани                       | мусульмани                       |                                  | 5%                               | 5%                               |
| протестанти                      | протестанти                      |                                  | 7.5%                             | 7.5%                             |
| інші                             | інші                             |                                  | 1.8%                             | 1.8%                             |
| агностики                        | агностики                        |                                  | 0.6%                             | 0.6%                             |
| атеїсти                          | атеїсти                          |                                  | 0.1%                             | 0.1%                             |

 Філіппіни
Головні релігії й вірування, які сповідує, і конфесії та церковні організації, до яких відносить себе населення країни: католицтво — 82,9 % (римо-католицтво — 80,9 %, Aglipayan 2 %), іслам — 5 %, євангелізм — 2,8 %, Церква Христа — 2,3 %, інші течії християнства — 4,5 %, інші — 1,8 %, не визначились — 0,6 %, не сповідують жодної — 0,1 % (згідно з переписом 2000 року).

## Освіта
Рівень письменності 2015 року становив 96,3 % дорослого населення (віком від 15 років): 95,8 % — серед чоловіків, 96,8 % — серед жінок.
Державні витрати на освіту становлять 2,7 % ВВП країни, станом на 2009 рік (149-те місце у світі). Середня тривалість освіти становить 13 років, для хлопців — до 12 років, для дівчат — до 13 років (станом на 2013 рік).

## Охорона здоров'я
Забезпеченість лікарняними ліжками в стаціонарах — 1 ліжка на 1000 мешканців (станом на 2011 рік). Загальні витрати на охорону здоров'я 2014 року становили 4,7 % ВВП країни (150-те місце у світі).
Смертність немовлят до 1 року, станом на 2015 рік, становила 22,34 ‰ (80-те місце у світі); хлопчиків — 25,27 ‰, дівчаток — 19,27 ‰. Рівень материнської смертності 2015 року становив 114 випадків на 100 тис. народжень (74-те місце у світі).
Філіппіни входить до складу ряду міжнародних організацій: Міжнародного руху (ICRM) і Міжнародної федерації товариств Червоного Хреста і Червоного Півмісяця (IFRCS), Дитячого фонду ООН (UNISEF), Всесвітньої організації охорони здоров'я (WHO).

### Захворювання
Потенційний рівень зараження інфекційними хворобами в країні високий. Найпоширеніші інфекційні захворювання: діарея, гепатит А, черевний тиф, гарячка денге, малярія, лептоспіроз (станом на 2016 рік).
2014 року зареєстровано 35,6 тис. хворих на СНІД (64-те місце у світі), це 0,06 % населення в репродуктивному віці 15—49 років (118-те місце у світі). Смертність 2014 року від цієї хвороби становила приблизно 500 осіб (83-тє місце у світі).
Частка дорослого населення з високим індексом маси тіла 2014 року становила 4,7 % (148-ме місце у світі); частка дітей віком до 5 років зі зниженою масою тіла становила 19,9 % (оцінка на 2014 рік). Ця статистика показує як власне стан харчування, так і наявну/гіпотетичну поширеність різних захворювань.

### Санітарія
Доступ до облаштованих джерел питної води 2015 року мало 93,7 % населення в містах і 90,3 % в сільській місцевості; загалом 91,8 % населення країни. Відсоток забезпеченості населення доступом до облаштованого водовідведення (каналізація, септик): в містах — 77,9 %, в сільській місцевості — 70,8 %, загалом по країні — 73,9 % (станом на 2015 рік). Споживання прісної води, станом на 2009 рік, дорівнює 81,56 км³ на рік, або 859,9 тонни на одного мешканця на рік: з яких 8 % припадає на побутові, 10 % — на промислові, 82 % — на сільськогосподарські потреби.

## Соціально-економічне становище
Співвідношення осіб, що в економічному плані залежать від інших, до осіб працездатного віку (15—64 роки) загалом становить 57,6 % (станом на 2015 рік): частка дітей — 50,3 %; частка осіб похилого віку — 7,2 %, або 13,9 потенційно працездатного на 1 пенсіонера. Загалом ці показники характеризують рівень потреби державної допомоги в секторах освіти, охорони здоров'я і пенсійного забезпечення, відповідно. За межею бідності 2012 року перебувало 25,2 % населення країни. Розподіл доходів домогосподарств у країні має такий вигляд: нижній дециль — 2,9 %, верхній дециль — 30,5 % (станом на 2012 рік).
Станом на 2013 рік, у країні 20,6 млн осіб не має доступу до електромереж; 88 % населення має доступ, у містах цей показник дорівнює 94 %, у сільській місцевості — 82 %. Рівень проникнення інтернет-технологій середній. Станом на липень 2015 року в країні налічувалось 41,106 млн унікальних інтернет-користувачів (17-те місце у світі), що становило 40,7 % загальної кількості населення країни.

### Трудові ресурси
Загальні трудові ресурси 2015 року становили 41,37 млн осіб (16-те місце у світі). Зайнятість економічно активного населення у господарстві країни розподіляється таким чином: аграрне, лісове і рибне господарства — 29 %; промисловість і будівництво — 16 %; сфера послуг — 55 % (станом на 2015 рік). Безробіття 2015 року дорівнювало 6,3 % працездатного населення, 2014 року — 6,8 % (72-ге місце у світі); серед молоді у віці 15—24 років ця частка становила 16,2 %, серед юнаків — 15,1 %, серед дівчат — 17,8 % (74-те місце у світі).

## Кримінал

#### Наркотики

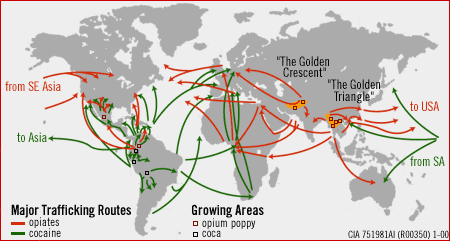
Світові маршрути наркотрафіку

Незважаючи на урядові репресії й оголошену урядом війну наркоторговцям, виробництво й споживання метамфетаміну й амфетамінів тільки зростає в останні роки. Марихуана вирощується у віддаленій сільській місцевості, де обмежений контроль офіційної Маніли.

### Торгівля людьми
Згідно зі щорічною доповіддю про торгівлю людьми (англ. Trafficking in Persons Report) Управління з моніторингу та боротьби з торгівлею людьми Державного департаменту США, уряд Філіппін докладає значних зусиль у боротьбі з явищем примусової праці, сексуальної експлуатації, незаконною торгівлею внутрішніми органами, але законодавство відповідає мінімальним вимогам американського закону 2000 року щодо захисту жертв (англ. Trafficking Victims Protection Act’s) не повною мірою, країна перебуває у списку другого рівня.

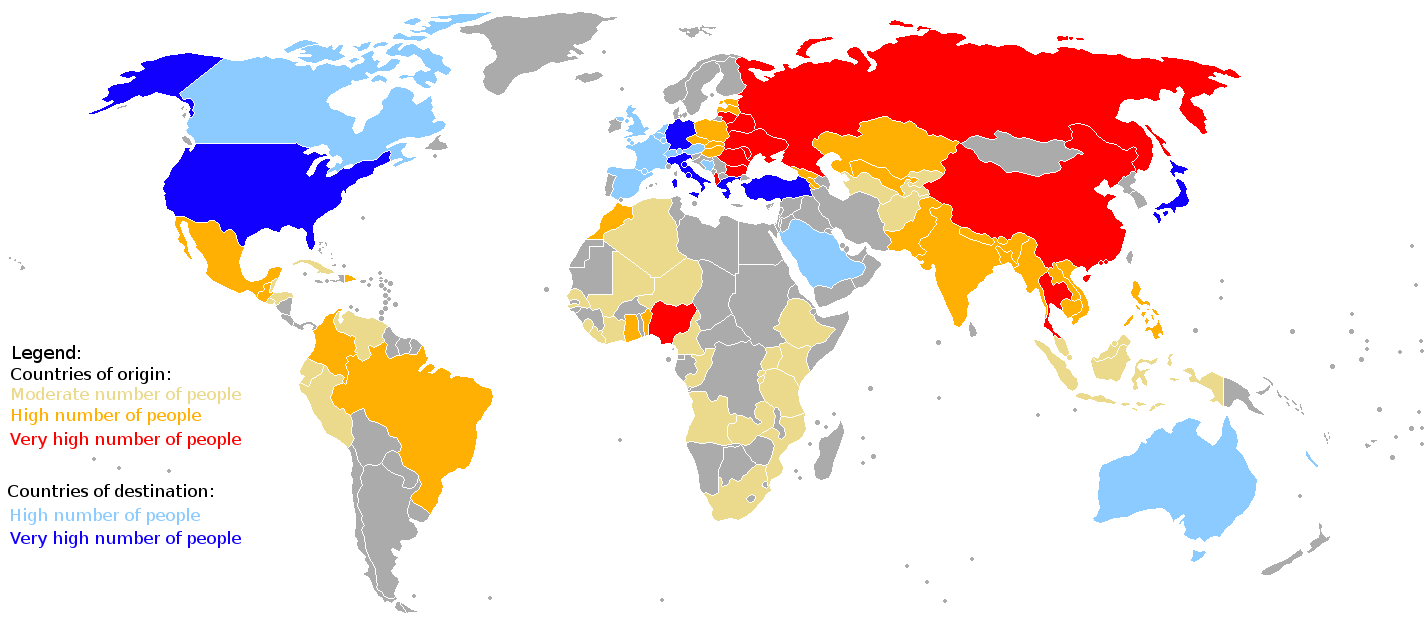
Країни-донори (червоний) і країни-реципієнти кримінальних потоків  (англ.)
Глобальна боротьба з торгівлею людьми (англ.)

## Гендерний стан
Статеве співвідношення (оцінка 2015 року):
- при народженні — 1,05 особи чоловічої статі на 1 особу жіночої;
- у віці до 14 років — 1,04 особи чоловічої статі на 1 особу жіночої;
- у віці 15—24 років — 1,04 особи чоловічої статі на 1 особу жіночої;
- у віці 25—54 років — 1,03 особи чоловічої статі на 1 особу жіночої;
- у віці 55—64 років — 0,84 особи чоловічої статі на 1 особу жіночої;
- у віці за 64 роки — 0,72 особи чоловічої статі на 1 особу жіночої;
- загалом — 1,01 особи чоловічої статі на 1 особу жіночої[1].

## Демографічні дослідження
Демографічні дослідження у країні ведуться рядом державних і наукових установ:

### Українською
- Атлас. 10—11 клас. Економічна і соціальна географія світу / упорядники :  О. Я. Скуратович, Н. І. Чанцева. — К. : ДНВП «Картографія», 2010. — ISBN 978-966-475-639-3.
- Атлас світу / голов. ред. І. С. Руденко ; зав. ред. В. В. Радченко ; відп. ред. О. В. Вакуленко. — К. : ДНВП «Картографія», 2005. — 336 с. — ISBN 9666315467.
- Безуглий В. В. Економічна і соціальна географія зарубіжних країн : Навчальний посібник. — К. : ВЦ «Академія», 2007. — 704 с. — ISBN 978-966-580-239-6.
- Безуглий В. В., Козинець С. В. Регіональна економічна і соціальна географія світу : Навчальний посібник. — видання 2-ге, доп., перероб. — К. : ВЦ «Академія», 2007. — 688 с. — ISBN 966-580-144-9.
- Головченко В. І., Кравчук О. Країнознавство: Азія, Африка, Латинська Америка, Австралія і Океанія. — К., 2006. — 335 с. — ISBN 966-8939-04-2.
- Гудзеляк І. І. Географія населення: Навчальний посібник / І. Гудзеляк. — Л. : Видавничий центр ЛНУ імені Івана Франка, 2008. — 232 с. — ISBN 978-966-613-599-8.
- Дахно І. І. Країни світу: Енциклопедичний довідник / І. І. Дахно, С. М. Тимофієв. — К. : Мапа, 2011. — 606 с. — (Бібліотека нового українця) — ISBN 978-966-8804-23-6.
- Дахно І. І. Економічна географія зарубіжних країн : навчальний посібник. — К. : Центр учбової літератури, 2014. — 319 с. — ISBN 978-611-01-0682-5.
- Джаман В. О. Регіональні системи розселення: демографічні аспекти. — Чернівці : Рута, 2003. — 392 с. — ISBN 9665685988.
- Дорошенко Л. С. Демографія: Навчальний посібник. — К. : МАУП, 2005. — 112 с. — ISBN 966-608-442-2.
- Дубович І. А. Країнознавчий словник-довідник. — 5-те вид., перероб. і доп. — К. : Знання, 2008. — 839 с. — ISBN 978-966-346-330-8.
- Економічна і соціальна географія країн світу. Навчальний посібник / За ред. Кузика С. П. — Л. : Світ, 2002. — 672 с. — ISBN 966-603-178-7.
- Загальна медична географія світу / В. О. Шевченко [та ін.] — К. : [б.в.], 1998. — 178 с.
- Ігнатьєв П. М. Країнознавство: Країни Азії. — Ч. : Книги-XXI, 2004. — 383 с. — ISBN 966-8029-53-4.
- Книш М. М., Мамчур О. І. Регіональна економічна і соціальна географія світу (Латинська Америка та Карибські країни, Африка, Азія, Океанія) : навч. посіб. — Л. : ЛНУ ім. Івана Франка, 2013. — 368 с. — ISBN 978-617-10-0007-0.
- Крисаченко В. С. Динаміка населення: Популяційні, етнічні та глобальні виміри. — К. : Видавництво Національного інституту стратегічних досліджень, 2005. — 368 с. — ISBN 966-554-083-1.
- Любіцева О. О., Мезенцев К. В., Павлов С. В. Географія релігій. — К. : АртЕК, 1999. — 504 с. — ISBN 966-505-006-0.
- Масляк П. О. Країнознавство. — К. : Знання, 2007. — 292 с. — (Вища освіта XXI століття)
- Масляк П. О., Дахно І. І. Економічна і соціальна географія світу / П. О. Масляк, І. І. Дахно ; за ред. П. О. Масляка. — К. : Вежа, 2003. — 280 с. — ISBN 966-7091-53-8.

### Російською
- (рос.) Филиппины // Демографический энциклопедический словарь / главн. ред. Валентей Д. И. — М. : Советская энциклопедия, 1985. — 608 с.
- (рос.) Филиппины // Страны и народы. Зарубежная Азия. Юго-Восточная Азия / Редкол. : П. И. Пучков (отв. ред.) и др. — М. : «Мысль», 1979. — 303 с. — (Страны и народы) — 180 тис. прим.
- (рос.) Атлас народов мира / Отв. ред. С. И. Брук и В. С. Апенченко. — М. : ГУГК ГГК СССР и Институт этнографии им. Н. Н. Миклухо-Маклая АН СССР, 1964. — 185 с. — 20 тис. прим.
- (рос.) Численность и расселение народов мира. Этнографические очерки / под ред. С. И. Брука. — М. : Издательство АН СССР, 1962. — 487 с.
- (рос.) Лаппо Г. М. География городов: Учебное пособие для географических факультетов вузов. — М. : Туманит, изд. центр ВЛАДОС, 1997. — 476 с. — ISBN 5-691-00047-0.
- (рос.) Ягельский А. География населения. — М. : Прогресс, 1980. — 383 с.